# NGC 1492
NGC 1492 je galaksija u zviježđu Eridan.

## Vanjske poveznice
- SEDS: NGC 1492